# Argythamnia
Genre
Synonymes
Odotalon Raf., (1838)
Argythamnia est un genre de plantes à fleurs de la famille des Euphorbiaceae. Les espèces sont originaires d'Amérique. On les appelle Silverbushes en anglais.

## Liste des espèces
- Argythamnia acutangula
- Argythamnia argentea
- Argythamnia argyaea
- Argythamnia candicans
- Argythamnia coatepensis
- Argythamnia cubensis
- Argythamnia ecdyomena
- Argythamnia haplostigma
- Argythamnia heteropilosa
- Argythamnia ingramii
- Argythamnia lottiae
- Argythamnia lucayana
- Argythamnia lundellii
- Argythamnia microphylla
- Argythamnia moorei
- Argythamnia oblongifolia
- Argythamnia proctorii
- Argythamnia sericea
- Argythamnia silviae
- Argythamnia sitiens
- Argythamnia stahlii
- Argythamnia tinctoria
- Argythamnia wheeleri

Noms en synonymie
- Argythamnia herbaceae, un synonyme de Croton monanthogynus

## Publication originale
- Patrick Browne, The civil and natural history of Jamaica, 1756, page 338.